# Phoenix (группа)
Phoenix [ˈfi:nɪks] — французская рок-группа из Версаля, исполняющая музыку в стиле инди-поп и альтернативный рок, сформировавшаяся в 1995 году Томасом Марсом (вокал), Деком Д’Арси (бас-гитара, клавишные, бэк-вокал) и братьями-гитаристами Кристианом Маззале и Лораном Бранковитцем. В 2010 году группа стала победителем премии Грэмми в номинации «Лучший альтернативный альбом».
Песня группы «Lasso» используется в рекламе канала «Евроспорт», а композиции «Armistice» и «Lisztomania» — в качестве саундтрека к играм Pro Evolution Soccer 2011 и Life is Strange 2. Группа выступила хедлайнером на церемонии закрытия Летних Олимпийских Игр в Париже 11 августа 2024 года. 

## Состав

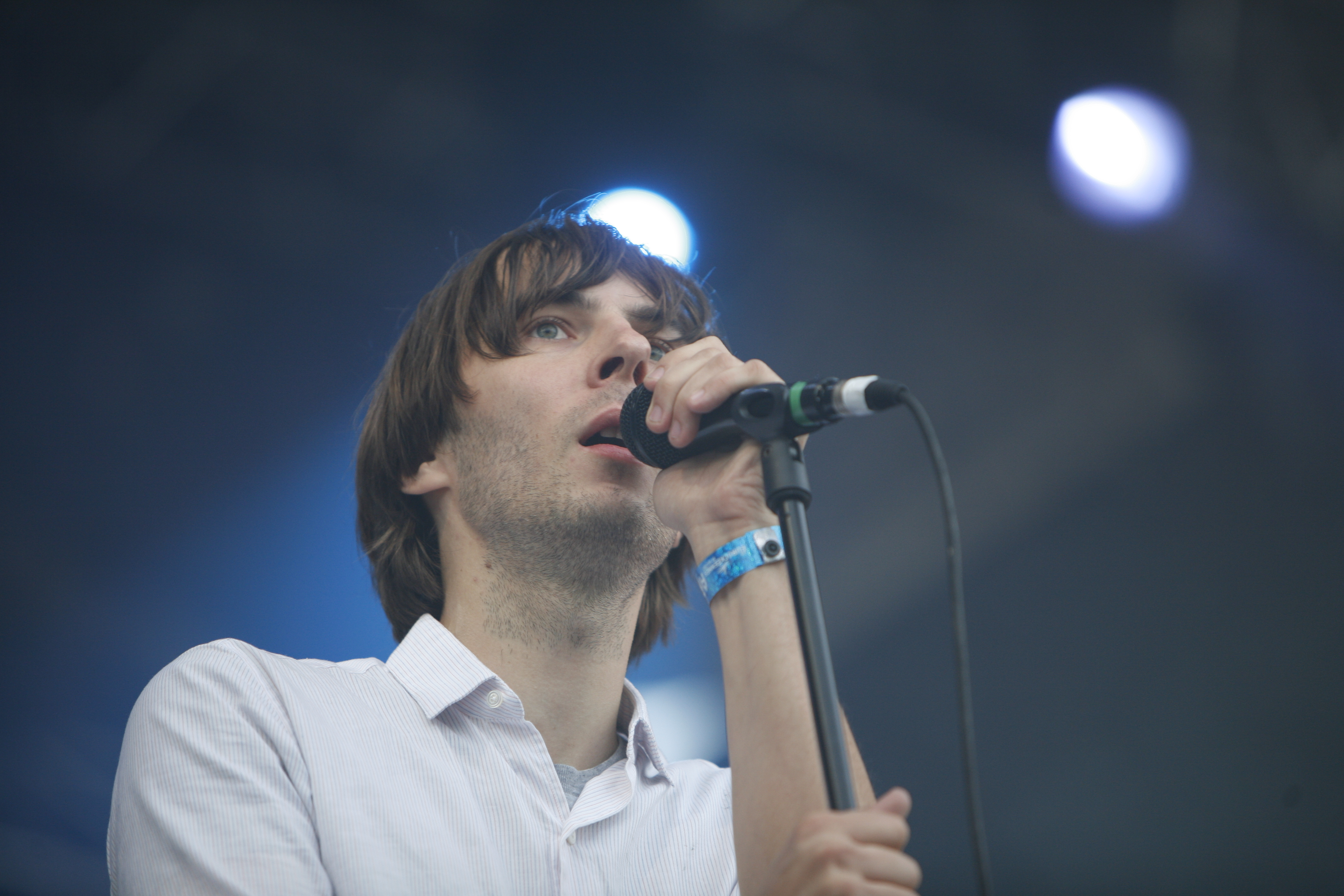
Томас Марс Вокал
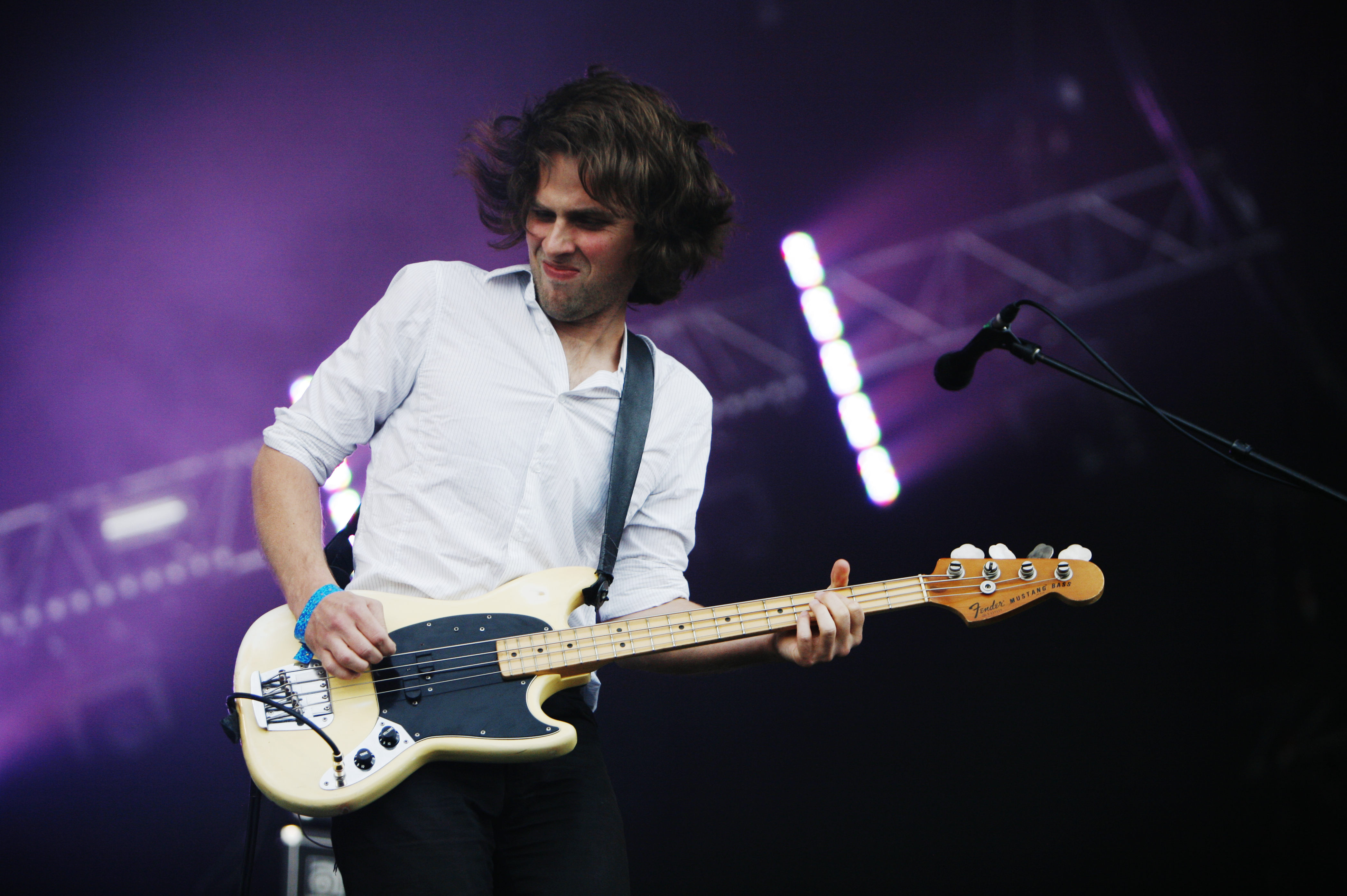
Дек Д'арси Бас
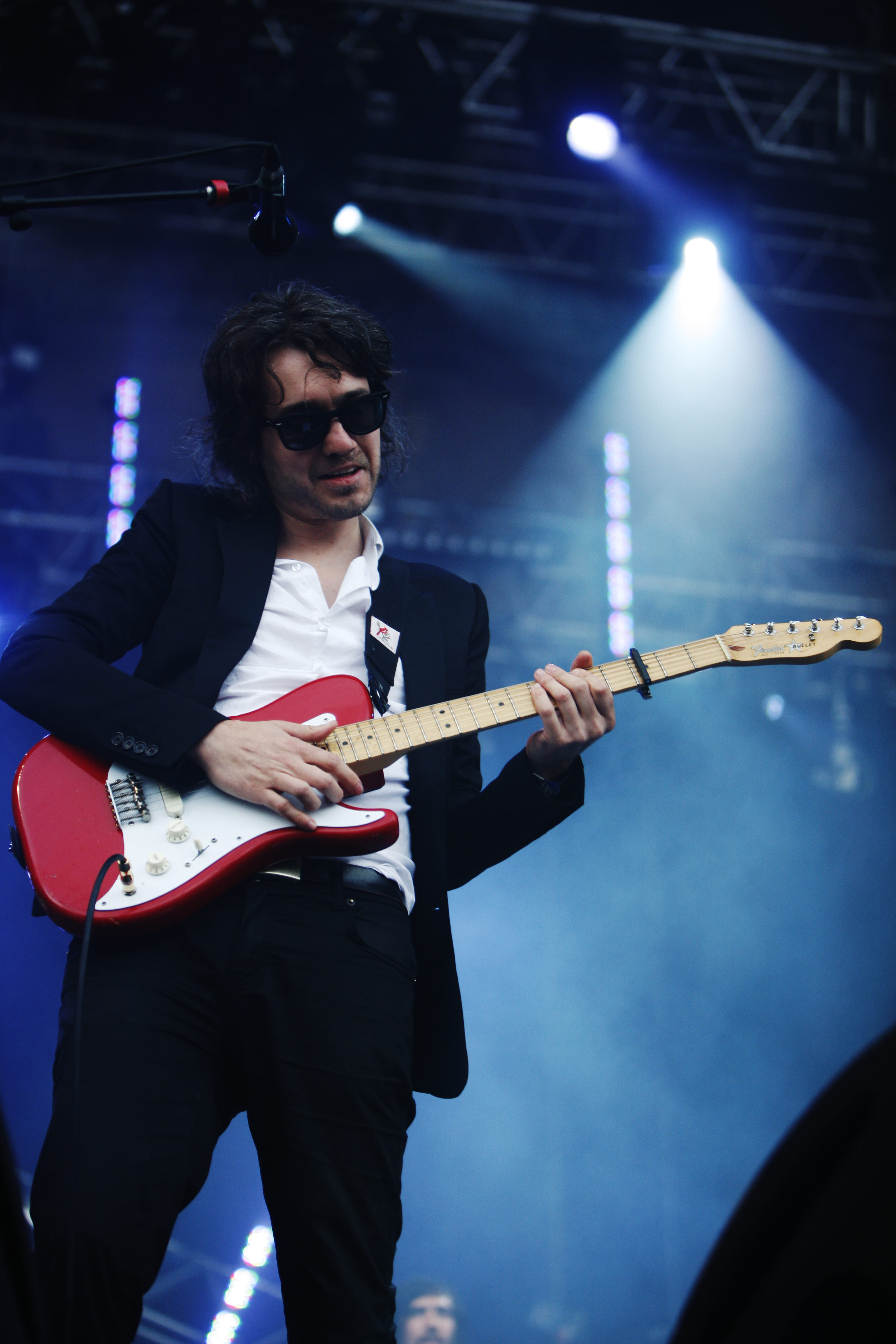
Лоран Бранковитц Гитара
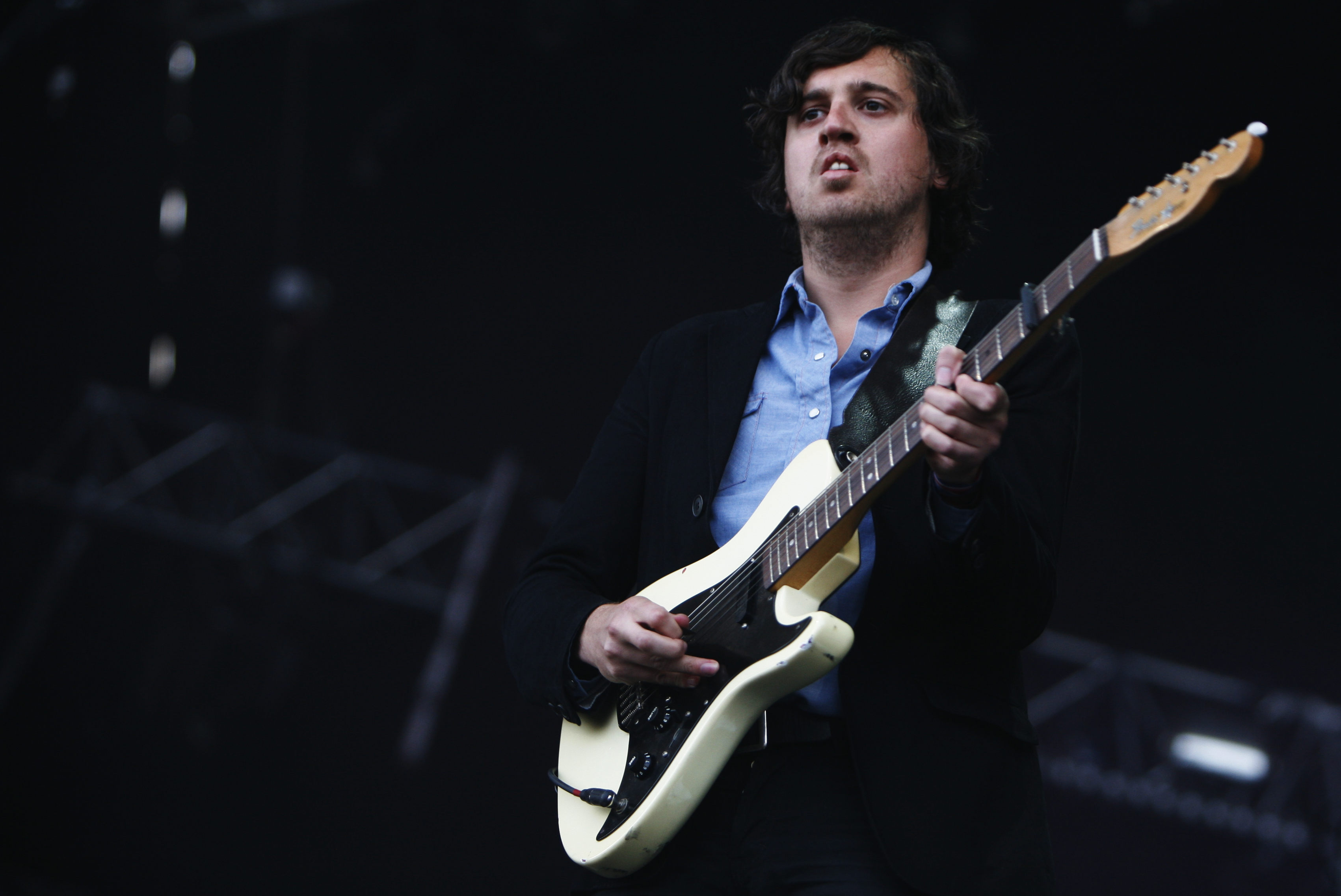
Кристиан Маззале Гитара

Сессионные/концертные участники:
- Robin Coudert — Клавишные, перкуссия
- Thomas Hedlund — Барабаны, перкуссия

## Дискография

### Студийные альбомы
| Год  | Детали | Наивысшее место в чартах | Наивысшее место в чартах | Наивысшее место в чартах | Наивысшее место в чартах | Наивысшее место в чартах | Наивысшее место в чартах | Наивысшее место в чартах | Наивысшее место в чартах | Наивысшее место в чартах | Наивысшее место в чартах | Наивысшее место в чартах | Наивысшее место в чартах | Наивысшее место в чартах | Сертификация (продажи)                      |
| Год  | Детали | FRA                      | AUS                      | AUT                      | CAN                      | CHE                      | BEL FLA                  | BEL WAL                  | GER                      | IRE                      | NOR                      | SWE                      | UK                       | US                       | Сертификация (продажи)                      |
| ---- | --- | ------------------------ | ------------------------ | ------------------------ | ------------------------ | ------------------------ | ------------------------ | ------------------------ | ------------------------ | ------------------------ | ------------------------ | ------------------------ | ------------------------ | ------------------------ | ------------------------------------------- |
| 2000 | United - Выпущен:12 июня 2000 - Лейбл: EMI, Source, Astralwerks                                            | 90                       | —                        | —                        | —                        | —                        | —                        | —                        | —                        | —                        | 37                       | —                        | —                        | —                        | —                                           |
| 2004 | Alphabetical - Выпущен: 29 марта 2004 - Лейбл: EMI, Source, Astralwerks                                    | 41                       | —                        | —                        | —                        | —                        | 46                       | 41                       | 68                       | —                        | 4                        | 11                       | —                        | —                        | —                                           |
| 2006 | It's Never Been Like That - Выпущен: 15 мая 2006 - Лейбл: EMI, Source, Astralwerks                         | 34                       | 81                       | 74                       | —                        | 66                       | 86                       | 89                       | 41                       | —                        | 14                       | 18                       | 108                      | —                        | —                                           |
| 2009 | Wolfgang Amadeus Phoenix - Выпущен: 25 мая 2009 - Лейбл: Cooperative Music, Glassnote, V2 Records, Loyauté | 14                       | 13                       | 66                       | 19                       | 23                       | 27                       | 22                       | 18                       | 64                       | 39                       | 34                       | 54                       | 37                       | - AUS: Золотой - CAN: Золотой - US: Золотой |
| 2013 | Bankrupt! - Выпущен: 22 апреля 2013 - Лейбл: Glassnote, Loyauté                                            | 3                        | 5                        | 31                       | 4                        | 22                       | 21                       | 22                       | 18                       | 10                       | 57                       | -                        | 14                       | 4                        |                                             |
| 2017 | Ti Amo - Выпущен:9 июня 2017 - Лейбл: Glassnote, Loyauté                                                   | -                        | -                        | -                        | -                        | -                        | -                        | -                        | -                        | -                        | -                        | -                        | -                        | -                        |                                             |
| 2022 | Alpha Zulu - Выпущен: 4 ноября 2022 - Лейбл: Loyauté, Glassnote                                            | -                        | -                        | -                        | -                        | -                        | -                        | -                        | -                        | -                        | -                        | -                        | -                        | -                        |                                             |

### Концертные альбомы
| Год  | Детали                                                                                       |
| ---- | -------------------------------------------------------------------------------------------- |
| 2004 | Live! Thirty Days Ago - Выпущен: 8 ноября 2004 - Лейбл: EMI, Source, Astralwerks             |
| 2010 | iTunes Live from Soho - Выпущен: 23 февраля 2010 - Лейбл: Glassnote - US Billboard 200: #148 |

### Синглы
| Год  | Название                   | Наивысшее место в чартах | Наивысшее место в чартах | Наивысшее место в чартах | Наивысшее место в чартах | Наивысшее место в чартах | Наивысшее место в чартах | Наивысшее место в чартах | Наивысшее место в чартах | Наивысшее место в чартах | Альбом                    | Сертификация (продажи) |
| Год  | Название                   | FRA                      | CHE                      | ITA                      | NED                      | UK                       | US                       | US Rock                  | US Alt.                  | WAL                      | Альбом                    | Сертификация (продажи) |
| ---- | -------------------------- | ------------------------ | ------------------------ | ------------------------ | ------------------------ | ------------------------ | ------------------------ | ------------------------ | ------------------------ | ------------------------ | ------------------------- | ---------------------- |
| 1999 | «Party Time»               | —                        | —                        | —                        | —                        | —                        | —                        | —                        | —                        | —                        | United                    |                        |
| 1999 | «Heatwave»                 | —                        | —                        | —                        | —                        | —                        | —                        | —                        | —                        | —                        | Без альбома               |                        |
| 2000 | «Too Young»                | 97                       | —                        | —                        | —                        | 148                      | —                        | —                        | —                        | —                        | United                    |                        |
| 2001 | «If I Ever Feel Better»    | 12                       | 23                       | 4                        | 67                       | 65                       | —                        | —                        | —                        | 8                        | United                    |                        |
| 2004 | «Everything Is Everything» | —                        | —                        | —                        | 91                       | 74                       | —                        | —                        | —                        | —                        | Alphabetical              |                        |
| 2004 | «Run Run Run»              | —                        | —                        | —                        | —                        | 66                       | —                        | —                        | —                        | —                        | Alphabetical              |                        |
| 2006 | «Long Distance Call»       | —                        | —                        | —                        | —                        | —                        | —                        | —                        | —                        | —                        | It’s Never Been Like That |                        |
| 2006 | «Consolation Prizes»       | —                        | —                        | —                        | —                        | —                        | —                        | —                        | —                        | —                        | It’s Never Been Like That |                        |
| 2009 | «1901»                     | —                        | —                        | —                        | —                        | —                        | 84                       | 3                        | 1                        | —                        | Wolfgang Amadeus Phoenix  | US: Платиновый         |
| 2009 | «Lisztomania»              | —                        | —                        | —                        | —                        | —                        | 111                      | 5                        | 4                        | 56                       | Wolfgang Amadeus Phoenix  | US: Золотой            |
| 2013 | «Entertainment"»           | 43                       | 22                       | —                        | —                        | 177                      | —                        | 22                       | 11                       | 29                       | Bankrupt!                 |                        |
| 2013 | «Trying to Be Cool»        | —                        | —                        | —                        | —                        | —                        | —                        | 31                       | 10                       | —                        | Bankrupt!                 |                        |
| 2013 | «S.O.S. in Bel Air»        | —                        | —                        | —                        | —                        | —                        | —                        | —                        | —                        | —                        | Bankrupt!                 |                        |

## Видеоклипы
- «Too Young»
- «Everything is Everything»
- «If I Ever Feel Better»
- «Rally»
- «Funky Squaredance»
- «Run Run Run»
- «(You Can’t Blame It On) Anybody»
- «Long Distance Call»
- «Consolation Prizes»
- «Lisztomania»
- «1901»
- «Trying to Be Cool»
- «Chloroform»